# Peter Oset
Peter Oset, slovenski glasbenik; * 18. junij 1980.
Je član ansambla Modrijani, kjer igra kitaro. V ansamblu igra tudi njegov brat Franjo. Peter dela kot učitelj razrednega pouka.